# Memphis Grizzlies 2012-2013
La stagione 2012-13 dei Memphis Grizzlies fu la 18ª nella NBA per la franchigia.
I Memphis Grizzlies arrivarono secondi nella Southwest Division della Western Conference con un record di 56-26. Nei play-off vinsero il primo turno con i Los Angeles Clippers (4-2), le semifinali di conference con gli Oklahoma City Thunder (4-1), perdendo poi la finale di conference con i San Antonio Spurs (4-0).

## Draft
| Giro | Scelta | Giocatore   | Ruolo | Naz.                   | Università/Squadra |
| ---- | ------ | ----------- | ----- | ---------------------- | ------------------ |
| 1    | 25     | Tony Wroten | P     | Stati Uniti (bandiera) | Washington Huskies |

## Roster
| N° | Naz.                   | Ruolo | Sportivo          | Anno | Alt. | Peso |
| -- | ---------------------- | ----- | ----------------- | ---- | ---- | ---- |
| 00 | Stati Uniti (bandiera) | A     | Darrell Arthur    | 1988 | 206  | 102  |
| 1  | Stati Uniti (bandiera) | G     | Tony Wroten       | 1993 | 196  | 93   |
| 2  | Stati Uniti (bandiera) | G     | Josh Selby        | 1991 | 188  | 83   |
| 3  | Stati Uniti (bandiera) | G     | Wayne Ellington   | 1987 | 193  | 91   |
| 4  | Stati Uniti (bandiera) | A     | Chris Johnson     | 1990 | 198  | 91   |
| 5  | Stati Uniti (bandiera) | A     | Austin Daye       | 1988 | 211  | 91   |
| 5  | Stati Uniti (bandiera) | A     | Marreese Speights | 1987 | 208  | 111  |
| 7  | Stati Uniti (bandiera) | G     | Jerryd Bayless    | 1988 | 191  | 91   |
| 9  | Stati Uniti (bandiera) | G     | Tony Allen        | 1982 | 193  | 97   |
| 11 | Stati Uniti (bandiera) | G     | Mike Conley       | 1987 | 185  | 82   |
| 15 | Iran (bandiera)        | C     | Hamed Haddadi     | 1985 | 218  | 115  |
| 20 | Stati Uniti (bandiera) | GA    | Quincy Pondexter  | 1988 | 198  | 102  |
| 21 | Stati Uniti (bandiera) | A     | Tayshaun Prince   | 1980 | 206  | 98   |
| 22 | Stati Uniti (bandiera) | A     | Rudy Gay          | 1986 | 206  | 100  |
| 30 | Stati Uniti (bandiera) | A     | Jon Leuer         | 1989 | 208  | 103  |
| 32 | Stati Uniti (bandiera) | A     | Ed Davis          | 1989 | 208  | 102  |
| 33 | Spagna (bandiera)      | C     | Marc Gasol        | 1985 | 216  | 120  |
| 45 | Stati Uniti (bandiera) | C     | Dexter Pittman    | 1988 | 211  | 140  |
| 50 | Stati Uniti (bandiera) | A     | Zach Randolph     | 1981 | 206  | 115  |
| 55 | Stati Uniti (bandiera) | G     | Keyon Dooling     | 1980 | 191  | 89   |

## Staff tecnico
- Allenatore: Lionel Hollins
- Vice-allenatori: Dave Joerger, Henry Bibby, Bob Thornton, Barry Hecker
- Vice-allenatore per lo sviluppo dei giocatori: Lloyd Pierce
- Preparatore fisico: Kelly Lambert
- Preparatore atletico: Drew Graham
- Assistente preparatore atletico: Jim Scholler

## Classifiche

### Southwest Division
| Pos | Squadra           | V  | P  | PCT  | GB   | C     | T     | DIV  | PG |
| --- | ----------------- | -- | -- | ---- | ---- | ----- | ----- | ---- | -- |
| 1.  | San Antonio Spurs | 58 | 24 | ,707 | -    | 35-6  | 23-18 | 12-4 | 82 |
| 2.  | Memphis Grizzlies | 56 | 26 | ,683 | 2,0  | 32-9  | 24-17 | 10-6 | 82 |
| 3.  | Houston Rockets   | 45 | 37 | ,549 | 13,0 | 29-12 | 16-25 | 6-10 | 82 |
| 4.  | Dallas Mavericks  | 41 | 41 | ,500 | 17,0 | 24-17 | 17-24 | 7-9  | 82 |
| 5.  | N.O. Hornets      | 27 | 55 | ,329 | 31,0 | 16-25 | 11-30 | 5-11 | 82 |

### Western Conference
| Pos                 | Squadra             | V  | P  | PCT  | GB   | PG |
| ------------------- | ------------------- | -- | -- | ---- | ---- | -- |
| 1.                  | Oklahoma Thunder*   | 60 | 22 | ,732 | -    | 82 |
| 2.                  | San Antonio Spurs*  | 58 | 24 | ,707 | 2,0  | 82 |
| 3.                  | Denver Nuggets*     | 57 | 25 | ,695 | 3,0  | 82 |
| 4.                  | L.A. Clippers       | 56 | 26 | ,683 | 4,0  | 82 |
| 5.                  | Memphis Grizzlies   | 56 | 26 | ,683 | 4,0  | 82 |
| 6.                  | G.S. Warriors       | 47 | 35 | ,573 | 13,0 | 82 |
| 7.                  | L.A. Lakers         | 45 | 37 | ,549 | 15,0 | 82 |
| 8.                  | Houston Rockets     | 45 | 37 | ,549 | 15,0 | 82 |
| Escluse dai playoff |                     |    |    |      |      |    |
| 9.                  | Utah Jazz           | 43 | 39 | ,524 | 17,0 | 82 |
| 10.                 | Dallas Mavericks    | 41 | 41 | ,500 | 19,0 | 82 |
| 11.                 | Portland T. Blazers | 33 | 49 | ,402 | 27,0 | 82 |
| 12.                 | Minnesota T'wolves  | 31 | 51 | ,378 | 29,0 | 82 |
| 13.                 | Sacramento Kings    | 28 | 54 | ,341 | 32,0 | 82 |
| 14.                 | N.O. Hornets        | 27 | 55 | ,329 | 33,0 | 82 |
| 15.                 | Phoenix Suns        | 25 | 57 | ,305 | 35,0 | 82 |